# Orientalische Elegie auf Puschkins Tod

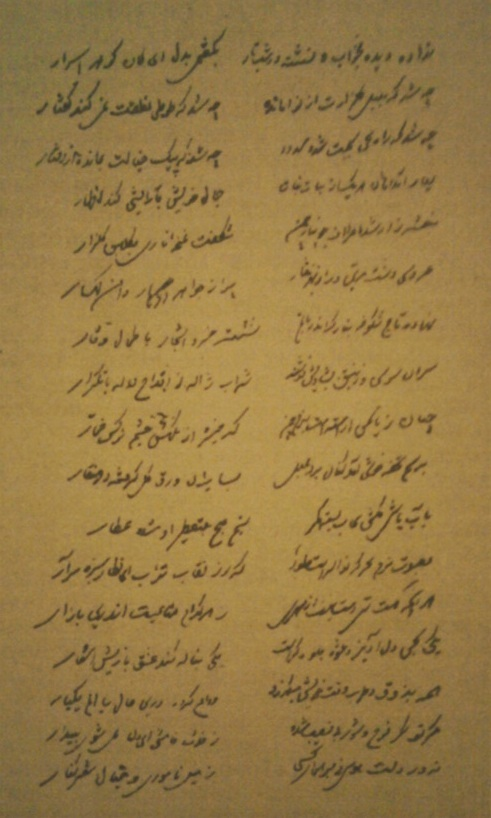
Autograph der Elegie

Die Orientalische Elegie auf Puschkins Tod (persisch مرثیه شرق در وفات پوشکین; aserbaidschanisch Puşkinin ölümünə Şərq poeması) ist ein elegisches Gedicht des aserbaidschanischen Schriftstellers Mirsa Fatali Achundow, das dieser 1837 anlässlich des Todes des russischen Dichters Alexander Puschkin schrieb. 
Es wurde in persischer Sprache in der Tradition der klassischen orientalischen Poesie verfasst. Es ist das zweite erhaltene Gedicht Achundovs und dessen erstes veröffentlichtes Werk. Die Elegie wird als seine erste große Arbeit betrachtet und wurde im Jahre 1837 in der Interlinearübersetzung des Autors zum ersten Mal in russischer Sprache veröffentlicht. Wörtliche Übersetzungen des Gedichts ins Russische wurden von Alexander Bestuschew und Paul Antokolsky angefertigt. Am 8. Februar 1937 wurde das Gedicht zur Hundertjahrfeier des Todes von Puschkin bei einem Konzert gelesen, das von Radio Moskau nach Iran und Afghanistan übertragen wurde.